# British Merwara
British-Merwara fou una subdivisió del districte de Merwara a la província britànica d'Ajmer-Merwara. Tenia 782 km² i una població d'uns 57.000 habitants. Era considerat una zona muntanyosa amb poc interès.

## Història
El 1891 el districte de Merwara es va dividir en tres seccions:
- British Merwara
- Marwar-Merwara
- Mewar-Merwara

Tot el districte va romandre sota administració britànica directe; els excesos de recaptació eren pagats al maharana de Mewar. Va restar en aquesta situació fins al 1938 quan part del districte fou incorporat a Mewar i Marwar i el British Merwara va seguir la història d'Ajmer-Merwara.